# つる舞の里歴史資料館
つる舞の里歴史資料館（つるまいのさとれきししりょうかん）は、神奈川県大和市にある歴史博物館。館名は、その昔源頼朝が鷹狩りの帰りに、あるいは源義経が奥州に落ちる時にこの地（鶴間）で鶴が舞うのを見た、という伝説による。

## 概要
最寄り駅は東急田園都市線のつきみ野駅である。休館日は毎週月曜日（祝日・振替休日の場合は開館、翌日休館）。営業時間は9:00～17:00（入館は16:30）。入場無料である。
大和市北部である旧下鶴間村地域の歴史を中心に、約7万年前（旧石器時代）から現代までの大和の郷土史を解説する。中世の深見城や、近世の矢倉沢往還の下鶴間宿に関する展示もある。資料館の建物は、幕末から明治初頭の農家建築をイメージしている。また収蔵庫は農家の土蔵をイメージしたデザインである。